# Arroyo de las Vejigas
Der Arroyo de las Vejigas ist ein Fluss in Uruguay.
Er verläuft auf dem Gebiet des Departamentos Canelones von Osten nach Westen. Er mündet bei San Ramón als linksseitiger Zufluss in den Río Santa Lucía.